# Zlatno (Zlaté Moravce)
Zlatno es un municipio del distrito de Zlaté Moravce en la región de Nitra, Eslovaquia, con una población estimada a final del año 2024 de 200 habitantes.
Se encuentra ubicado al noreste de la región, a unos 120 km al este de Bratislava, cerca de la frontera con las regiones de Banská Bystrica y Trenčín.

## Demografía
| Año        | 1994 | 2004     | 2014     | 2024     |
| ---------- | ---- | -------- | -------- | -------- |
| Población  | 289  | 254      | 225      | 200      |
| Diferencia |      | −12,11 % | −11,41 % | −11,11 % |

| Año        | 2023 | 2024    |
| ---------- | ---- | ------- |
| Población  | 190  | 200     |
| Diferencia |      | +5,26 % |